# 大屋裏住
大屋 裏住（おおやの うらすみ、1734年（享保19年）- 1810年6月12日（文化7年5月11日））は、江戸時代中期から後期にかけての狂歌師である。本姓は久須美、通称は白子屋孫左衛門。号に萩廼屋、窓雪院などがある。

## 経歴・人物
江戸に生まれ、初めは家業として染を営む。明和のころに日本橋の金吹町に移り、貸家に転じた。後に狂歌について興味を持ち、寛延のころ卜柳の門人となり、「大奈権厚紀」という狂名をもらって狂歌を学んだ。
後に狂歌の道を退くが、太田南畝（四方赤良）と親交を持ったことにより、家業にちなんで「大屋裏住」という狂名をもらい、南畝や元木網らと共に狂歌の制作に携わった。天明のころには多くの狂歌師を輩出した「本町連」の主催者となり、野呂松人形の名手ともなった。晩年の1797年（寛政9年）には剃髪して、「萩の屋」という号をもらうなど、一躍有名となった。
墓所は深川の一言院。正面・萩濃屋裏住翁墓。

## 主な弟子
- 朋誠堂喜三二
- 烏亭焉馬
- 恋川春町

※いずれも、「本町連」の所属者である。

## 主な著作物
- 『狂歌秋の野良』